# Forte de Santo Antônio dos Pauxis de Óbidos
O Forte de Santo Antônio dos Pauxis de Óbidos localiza-se à margem esquerda do rio Amazonas, dominando o estreito de Óbidos, no interior do estado brasileiro do Pará.

## História

### Antecedentes
O valor de sua posição estratégica foi determinado desde a expedição do Capitão-mor da Capitania do Grão-Pará e Cabo, Pedro Teixeira (1637-1639):
"O maior estreito, onde este rio recolhe [as] suas águas, é de pouco mais de um quarto de légua, na altura de 2º 40', lugar que, sem dúvida, destinou a Divina Providência, estreitando ali este dilatado mar doce, para que ali se construísse uma fortaleza para impedir a passagem a qualquer armada inimiga, por maiores forças que traga, entrando pela principal boca deste grande rio, porquanto, entrando pelo rio Negro, ali deveria ser posta a defesa." (ACUÑA, Cristóvão d'. Novo descobrimento do grande rio das Amazonas. 1641. RIHGB. Rio de Janeiro: Tomo XXVIII, Vol. XXX, Parte I, 2º Trim/1865. p. 187)

### O Forte dos Pauxis
Erguido por determinação do Governador e Capitão-general do Estado do Maranhão, Antônio de Albuquerque Coelho de Carvalho (1685-1690), foi um dos quatro fortes erguidos pelo maranhense Capitão Francisco da Mota Falcão às próprias expensas nos sítios que lhe fossem indicados, em troca da mercê do governo vitalício de uma delas (ver Forte do Paru de Almeirim, Forte de São José da Barra do Rio Negro, e Forte dos Tapajós de Santarém). Por motivo de falecimento deste empreiteiro, as obras foram concluídas por seu filho Manoel da Mota Sequeira em 1698 (BARRETTO, 1958:47), em taipa de pilão, artilhado com quatro peças de pequeno calibre e guarnecido por um destacamento. Foi denominado como Presídio dos Pauxis, nome da nação indígena que habitava a área, descida pelos frades franciscanos da Piedade juntamente com indígenas do rio Trombetas para a sua construção, e para esse fim ali agora aldeados (aldeia dos Pauxis, ou Aldeinha). Tomará a denominação de Forte de Óbidos quando a aldeia dos Pauxis foi elevada à categoria de Vila com o nome de Óbidos, a 25 de março de 1758. Além de defesa estratégica, essa estrutura funcionou como um Registro, atendendo à fiscalização para cobrança dos dízimos da Coroa Real, das embarcações que percorriam o grande rio, de ou para as Capitania de Mato Grosso ou Capitania de São José do Rio Negro.
Já em 1749, sob o comando do Capitão Balthazar Luiz Carneiro, carecia de reparos mais sérios:
"(...) suposto tenha só a cortina da parte do mar arruinada e que só desta reedificação careça, e de emboço e reboco; contudo esta Fortaleza se acha edificada sobre uma alta ribanceira, a qual o tempo tem demolido, de sorte que dificilmente pode passar qualquer homem entre a beirada da dita ribanceira e a Fortaleza, e achando-se assim esta no princípio de cair nas primeiras invernadas, parece que seria mais acerto fazer-se a dita Fortaleza de novo, por se não pôr no perigo de perder-se o dispêndio, recuando-a para dentro, o que fosse necessário." (Relatório do Capitão de Ordenanças José Miguel Ayres acerca do estado das fortificações mantidas ao longo do Amazonas datado de 4 de janeiro de 1749).
Na ausência de recursos do Governo, o Capitão Ricardo Antônio da Silva Leitão, comandante da praça, procedeu-lhe reparos, louvados pelo governador e Capitão-general do Estado do Grão-Pará e Maranhão, Francisco Xavier de Mendonça Furtado (1751-1759) àquele oficial por Ofício de 9 de março de 1753. Naquele momento, a praça contava apenas com três canhões, sete balas de artilharia, 2 arrobas e 18 libras de pólvora, 20 libras de chumbo, 46 libras de balas de mosquetaria, cinco baionetas, reduzindo-se o efetivo ao capitão comandante, um tenente, um sargento ajudante e seis praças.
Em 1758, a aldeia dos Pauxis foi elevada à categoria de vila com o nome de Óbidos. A fortificação encontrava-se em mau estado de conservação, por notícias anteriores do Mestre de Campo José Miguel Aires, e posteriores, de Henrique José de Vasconcelos. (OLIVEIRA, 1968:745)
Anos mais tarde, o efetivo estava reduzido a um soldado e a um sargento, sendo que, à falta de soldados, a esposa deste já havia dado guarda mais de uma vez (D. frei João de São José. Viagem e Visita do Sertão em o Bispado do Grão Pará em 1762 e 1763).
Em 1784 a fortificação constituía-se em um pequeno quadrado de muralhas, os ângulos reentrantes e dois meio-baluartes. (OLIVEIRA, 1968:745)

### O período imperial
Apesar de recomendações para a sua reconstrução durante o período colonial (1749, 1784) (BARRETTO, 1958:47), desabada a cortina pelo lado do rio, apenas no Segundo Império é que a praça foi recuperada, com a elevação da vila a cidade, em 2 de outubro de 1854. Nesse ano, o governo imperial iniciou a reconstrução, sob a orientação do Major de Engenharia Marcos Pereira de Salles, na forma de um reduto semicircular com parapeitos à barbeta, artilhado com dez peças de diferentes calibres, entre as quais quatro canhões Armstrong. BARRETTO (1958) refere que seis destas peças, calibre 80 mm, estavam montadas em carretas de marinha, e as demais, montadas à Onofre (op. cit., p. 49).
No Relatório do Ministério da Guerra de 1858, o Brigadeiro Jerônimo Francisco Coelho informava terem se despendido nas obras, até à data, 72 000$000 réis, fazendo-se mister despender ainda mais:
- 12:000$000 réis em obras de arremate;
- 68:000$000 réis para erguer uma bateria complementar, ao lume d'água;
- 21:000$000 réis para novas baterias, no sopé da serra da Escama, a cavaleiro, e de uma Capela;
- 88:000$000 para a fortificação da margem oposta do estreito de Óbidos (GARRIDO, 1940:19).

Em 1860 foi visitada em passagem pelo Tenente-Coronel Hilário Maximiniano Antunes Gurjão, herói da batalha de Itororó, que acompanhava o então presidente da Província.
O incidente com os navios a vapor peruanos "Morona" e "Pastazza" (1862), que desobedecendo ordens de Belém, forçaram a sua passagem em frente a Óbidos, recebendo o primeiro apenas um tiro inofensivo no costado (SOUZA, 1885:65), demonstrou a fragilidade da fortificação, bem como a necessidade dessas obras complementares de defesa, para as quais o Ministro da Guerra, Ângelo Moniz da Silva Ferraz, chamava a atenção em 1866 (GARRIDO, 1940:19). SOUZA (1885) referindo-se ao discurso de um deputado amazonense, cita:
"Construiu-se há pouco tempo um fortim na raiz da serra; esse fortim parece mais um brinquedo de criança do que um complemento de fortificação; monta três peças sem ter o necessário espaço para o seu recuo, nem para conter as respectivas guarnições." (SOUZA, Pe. Francisco Bernardino de (Relator). Comissão do Madeira (3ª parte). 1874. apud: op. cit., p. 66)
Aureliano Tavares Bastos, em sua obra "O vale do Amazonas" (1866) registou que encontrara a fortificação bem conservada, com "6 excelentes canhões de 80, 5 de 32 nas baterias da colina e na inferior, outro de 32". (OLIVEIRA, 1968:745)
Em 1868, sendo titular da pasta da Guerra João Lustosa da Cunha Paranaguá, foram procedidas obras como: a construção de uma plataforma corrida em cantaria de Lisboa, arrecadação (armazém) de armamento e quartel, ficando fechada por duas cortinas, uma a Leste e outra a Oeste, e protegida pela margem do rio. Montaram esses reparos a 13:000$000 réis. Pequenos reparos foram procedidos em 1875, e em 1889, quando se encontrava classificada como fortificação de 2ª Ordem (GARRIDO, 1940:19-20).

### O período republicano
Sofreu intervenções de reparos em 1909 e 1911. (OLIVEIRA, 1968:745). No auge da Questão do Acre (1902-1903) ali esteve um contingente de ocupação (op. cit. p. 745). De 1902 a 1911 uma nova estrutura foi levantada, na serra da Escama, para complemento da sua defesa (ver Forte Gurjão). À época da Primeira Guerra Mundial (1914-1918), este conjunto defensivo estava guarnecido pelo 4º Batalhão de Artilharia (1915), tendo caído nas mãos dos revolucionários de 1924, no Amazonas (GARRIDO, 1940:20). A partir de 1930, ambos os fortes foram desarmados, estando o Quartel, à época (1958) guarnecido por um destacamento da 8ª Região Militar (BARRETTO, 1958:50).
Durante a Segunda Guerra Mundial foi ocupado sucessivamente por uma bateria de Artilharia e por uma Companhia de Infantaria. Após o fim do conflito, os restos do forte foram guarnecidos por um pequeno contingente militar, tendo ali funcionado uma estação de rádio do Exército brasileiro, de grande utilidade para a população. Em 1967 tudo foi retirado, tendo a Prefeitura de Óbidos se esforçado para manter o acervo material que restou (OLIVEIRA, 1968:745).
Atualmente o Forte de Óbidos está aberto ao público no centro histórico da cidade, bem como as ruínas do Forte Gurjão.